# Fontenay-aux-Roses
Fontenay-aux-Roses este o comună franceză situată în departamentul Hauts-de-Seine, în regiunea Île-de-France, în arondismentul Antony, la sud-vest de Paris.

## Geografie

Vederea comunei Fontenay-aux-Roses marcată cu roșu pe harta „Petite Couronne” din Île-de-France.

Fontenay-aux-Roses este un oraș din suburbia sudică apropiată a Parisului, situat la nord de regiunea naturală Hurepoix. Se află la 8,8 kilometri de Catedrala Notre-Dame din Paris.
- Vedere spre Paris din Fontenay-aux-Roses.

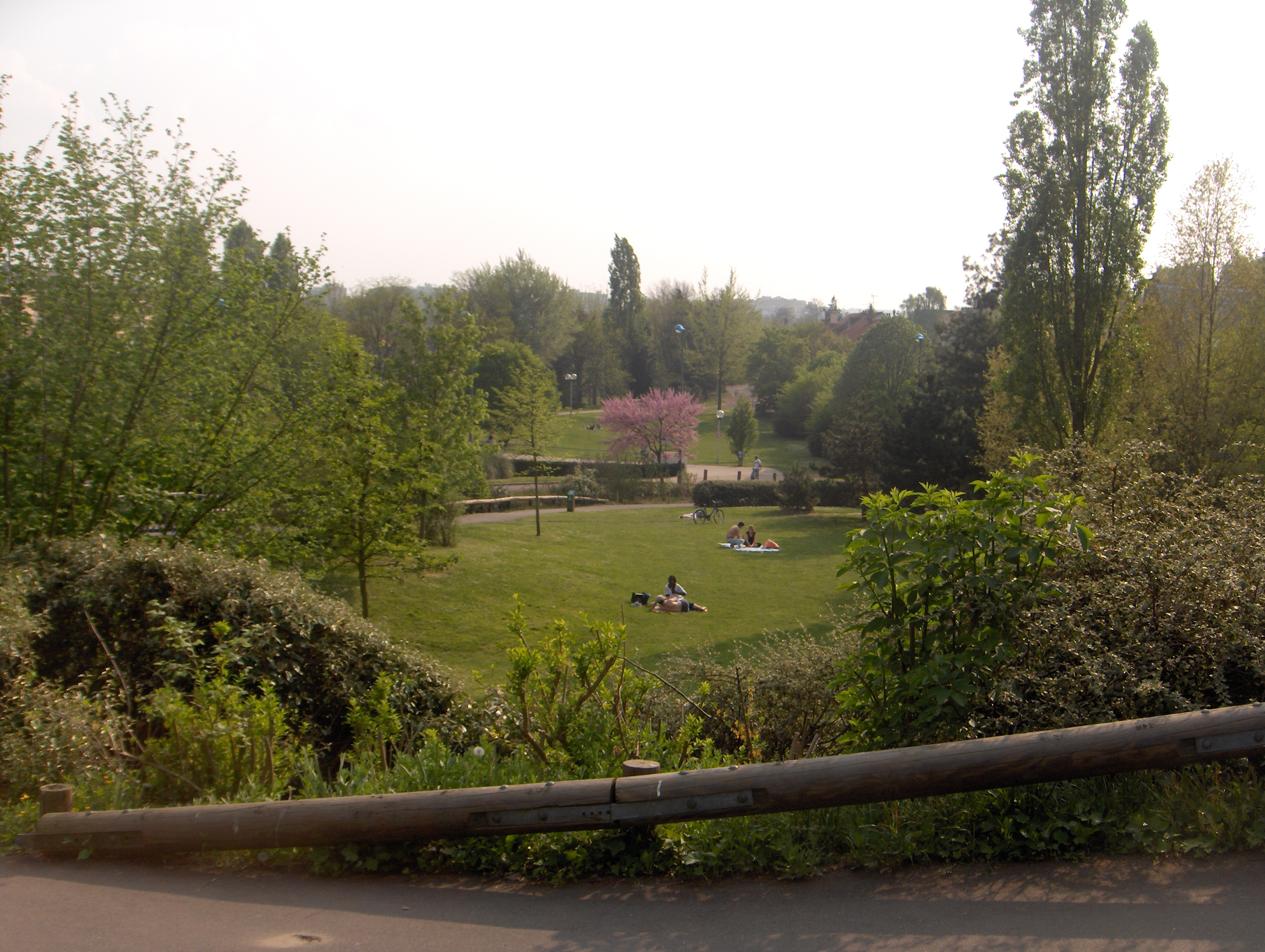
Coulée Verte trecând prin Fontenay-aux-Roses.

### Comune limitrofe
| Châtillon           | Châtillon               | Bagneux        |
| Clamart             |                         | Bagneux        |
| Le Plessis-Robinson | Sceaux Châtenay-Malabry | Bourg-la-Reine |

Bourg-la-Reine, Châtenay-Malabry, Paris, Antony, Malakoff și Vanves nu sunt direct limitrofe, dar sunt situate în apropiere.

### Relief
Suprafața comunei este de 251 hectare; altitudinea variază între 58 și 164 de metri, cu o medie de 100 de metri.
Situată la 8,8 kilometri sud-vest de Catedrala Notre-Dame din Paris și la 3,98 kilometri de poarta Châtillon, Fontenay-aux-Roses se află pe platoul Châtillon, pe versantul unui deal al cărui punct cel mai jos este la nivelul bisericii Blagis, iar cel mai înalt la Panorama. Comuna beneficiază de o poziție geografică strategică.

### Hidrografie
Fontenay-aux-Roses este traversat de la vest la est de fostul curs al râului Fontaine du Moulin, cunoscut și sub numele de râul Blagis sau râul Fontenay, care marchează limita comunală cu Sceaux. Canalizat și îngropat în anii 1950, acest râu a devenit colectorul Blagis, folosit pentru drenajul apelor pluviale. În amonte, servește drept evacuare pentru lacul Colbert din Le Plessis-Robinson. O mare parte din apele sale este direcționată prin colectoare secundare spre Choisy-le-Roi și Sena, iar debitul său redus alimentează rezervorul Blagis înainte de a ajunge la Bourg-la-Reine. Fostul râu/colector se varsă în cele din urmă în Bièvre, tot subteran la confluența sa la L'Haÿ-les-Roses.

### Clima
În 2010, clima comunei este de tipul climatului oceanic degradat al câmpiilor din Centru și Nord, conform unui studiu al Centrului Național de Cercetare Științifică (CNRS) pe baza unui set de date care acoperă perioada 1971-2000 bazat pe o serie de date din perioada 1971-2000. În 2020, Météo-France a publicat o tipologie a climatului pentru Franța metropolitană, în care comuna este expusă unui climat oceanic și se află în regiunea climatică Sud-vest a bazinului Parisian, caracterizată printr-o ploaie redusă, în special primăvara (120-150 mm) și un iarnă rece (3,5 °C).
Pentru perioada 1971-2000, temperatura anuală medie este de 11,5 °C, cu o amplitudine termică anuală de 15,2 °C. Cumulul anual mediu de precipitații este de 671 mm, cu 11 zile de precipitații în ianuarie și 7,9 zile în iulie. Pentru perioada 1991-2020, temperatura medie anuală observată la stația meteorologică Météo-France cea mai apropiată, situată în comuna Choisy-le-Roi la 9 km distanță, este de 12,7 °C, iar cumulul anual mediu de precipitații este de 607,2 mm.
Parametrii climatici ai comunei au fost estimați pentru mijlocul secolului (2041-2070) conform diferitelor scenarii de emisie de gaze cu efect de seră, bazate pe noile proiecții climatice de referință DRIAS-2020. Aceștia pot fi consultați pe un site dedicat publicat de Météo-France în noiembrie 2022.

## Urbanism

### Tipologie
La 1 ianuarie 2024, Fontenay-aux-Roses este clasificată drept un mare centru urban, conform noii grile comunale de densitate în șapte niveluri, definită de INSEE (Institutul Național de Statistică și Studii Economice) în 2022. Aceasta aparține unității urbane a Parisului, o aglomerație inter-departamentală care cuprinde 407 comune, dintre care face parte ca o comună din suburbii. În plus, comuna face parte din aria metropolitană a Parisului, fiind una dintre comunele de la periferie, această zonă reunind 1.929 de comune.

### Căi de comunicație și transport
Fontenay-aux-Roses este deservită în principal de drumul departamental RD 906 (fostul drum național 306). Orașul este, de asemenea, traversat de la est la vest de drumul departamental 128, de la nord la sud de drumurile departamentale 63 și 67, de la nord la est de drumul departamental 68A și, în final, la est, de drumul departamental 74A.

## Toponimie
Prima parte a numelui său provine de la numeroasele izvoare care curg pe teritoriul său, pe versantul dealului din platoul Châtillon.
A doua parte a numelui său se explică prin popularitatea pe care a cunoscut-o cultura acestei flori începând cu secolul al XVII-lea până la mijlocul secolului al XIX-lea. Satul a avut privilegiul exclusiv de a furniza trandafiri Regelui Soare. Acest fapt explică, în parte, atracția pe care localitatea o exercită asupra membrilor Societății Rosati din Paris, care s-au întâlnit anual aici din 1892 până în 1992 și acordau titlul de „Rosati de onoare”.

## Istorie
În 1168, această seniorie aparținea abației Sainte-Geneviève din Paris.
În Evul Mediu, teritoriul comunei era împărțit între trei comunități ecleziastice:
- Abația Sainte-Geneviève din Paris a deținut, din secolul al XI-lea până în 1588, o feudă ale cărei pământuri se învecinau cu comuna Bagneux.
- Abația Saint-Germain-des-Prés deținea, din secolul al XII-lea până în 1789, pământuri limitrofe cu Châtillon.
- O ultimă parte a aparținut, din 805 până în 1789, catedralei Notre-Dame din Paris.

Din secolul al XII-lea până în secolul al XVIII-lea, Ospitalierii dețineau viile din Fontenay, care erau cultivate de către comandorul prioratului ospitalier de Saint-Jean de Latran. Acestea aduceau, în 1190, un venit de 12 denari, iar în 1418, 10 livre și 8 solzi.
În 1670, o parte din seniorie a fost vândută celebrului Colbert pentru a-și extinde domeniul din Sceaux (planul de delimitare a feudei din 1675).
În 1701, aceasta a trecut în proprietatea ducelui de Maine, fiul natural al lui Ludovic al XIV-lea (planul de delimitare a feudei din 1724).

## Populația și societatea

### Date demografice
Evoluția numărului de locuitori este cunoscută prin recensămintele populației efectuate în comuna respectivă începând din 1793. Pentru comunele cu mai puțin de 10 000 de locuitori, un recensământ al întregii populații este realizat la fiecare cinci ani, populațiile legale pentru anii intermediari fiind estimate prin interpolare sau extrapolare. Pentru comuna respectivă, primul recensământ exhaustiv în cadrul noului dispozitiv a fost realizat în 2005.
În 2021, comuna număra 24772 locuitori, în creștere cu +3,38 % față de 2015 (Hauts-de-Seine: +2,11 %, Franța fără Mayotte: +1,84%).
| An        | 1793 | 1821 | 1841 | 1856 | 1876 | 1886 | 1901 | 1921 | 1936 | 1962  | 1982  | 2006  | 2016  | 2021  |
| --------- | ---- | ---- | ---- | ---- | ---- | ---- | ---- | ---- | ---- | ----- | ----- | ----- | ----- | ----- |
| Populație | 942  | 804  | 1092 | 1669 | 2924 | 2935 | 3402 | 5202 | 7197 | 20237 | 23915 | 23964 | 24117 | 24772 |

## Cultura și patrimoniul local

### Locuri si monumente

#### Monumente

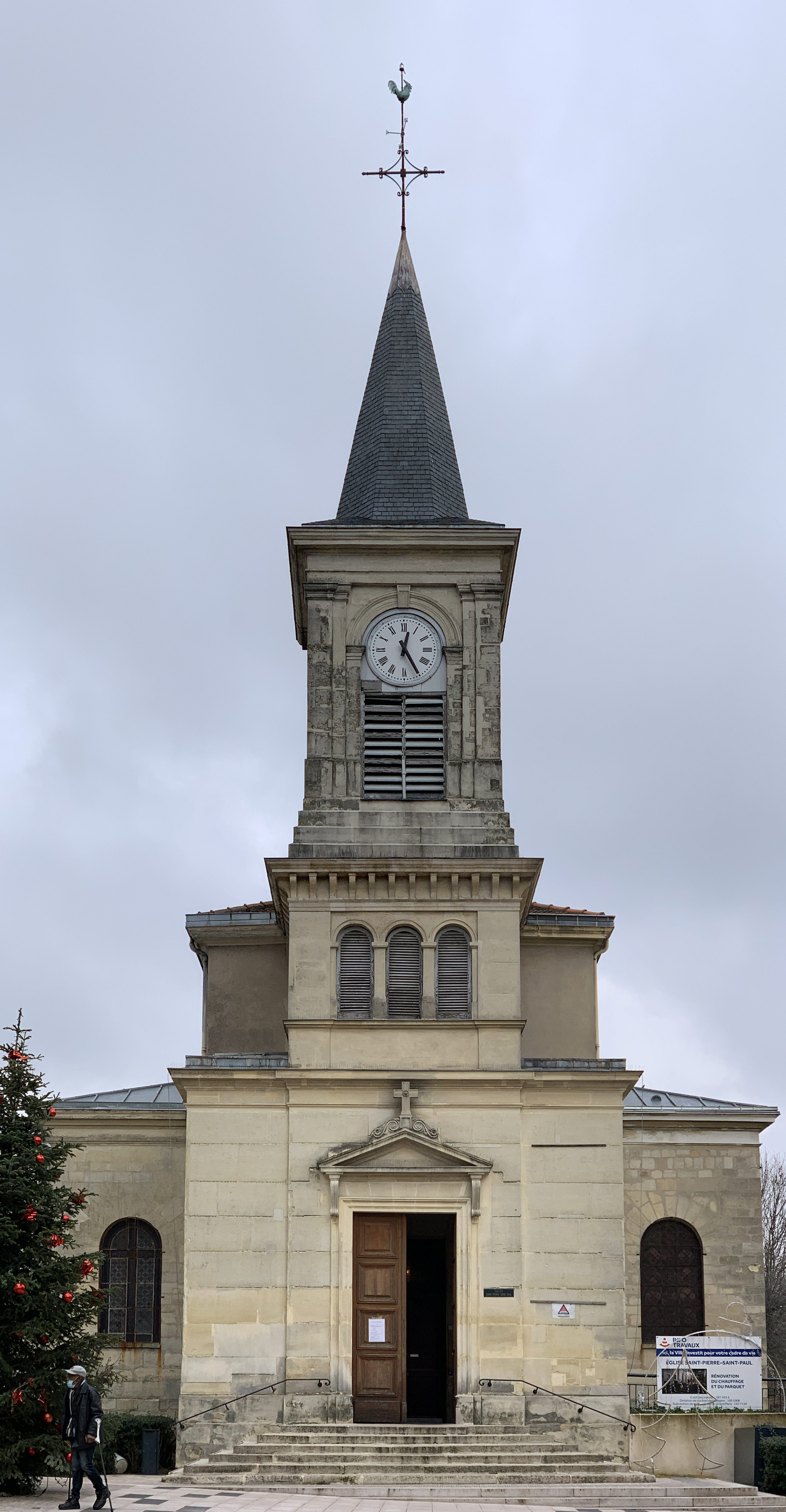
Biserica Saint-Pierre-Saint-Paul.

##### Biserica Saint-Stanislas des Blagis
Biserica Saint-Stanislas din Blagis a fost construită între 1934 și 1936 de arhitectul Georges Braive și inginerul Jean Braive.
Ea face parte din programul de construcție de biserici noi al Œuvre des Chantiers du Cardinal și a fost consacrată în 1936. Istoria acestei biserici este prezentată pe o placă comemorativă la intrarea în lăcașul de cult. De asemenea, vitraliile bisericii sunt realizate în întregime din sticlă specială de Saint-Gobain.

##### Biserica Saint-Pierre-Saint-Paul
Conform vestigiilor, se pare că primul lăcaș de cult din Fontenay-aux-Roses a fost o capelă din secolul al XIII-lea dedicată Sfântului Petru, construită pe ruinele unei biserici primitive din secolul al X-lea. Pe ruinele acesteia, biserica reconstruită în 1550 a supraviețuit într-o stare precară până în timpul domniei lui Ludovic-Filip. În această zonă se găsește și vechea casă a lui Paul Scarron. În 1796, starea de ruină a edificiului a impus demolarea sa.
Reconstrucția, aprobată de consiliul municipal din Fontenay-aux-Roses, a fost încredințată în 1832 arhitectului Auguste Molinos. Lucrările de îmbunătățire au fost efectuate între 1835 și 1836, sub îndrumarea arhitectului Visconti, din cauza defectelor de construcție și a materialelor de calitate slabă utilizate în primul proiect. Deteriorările cauzate de pietrele friabile au făcut necesară renovarea clopotniței, care a fost preluată de municipalitate în 1968.

##### Colegiul Sainte-Barbe-des-Champs

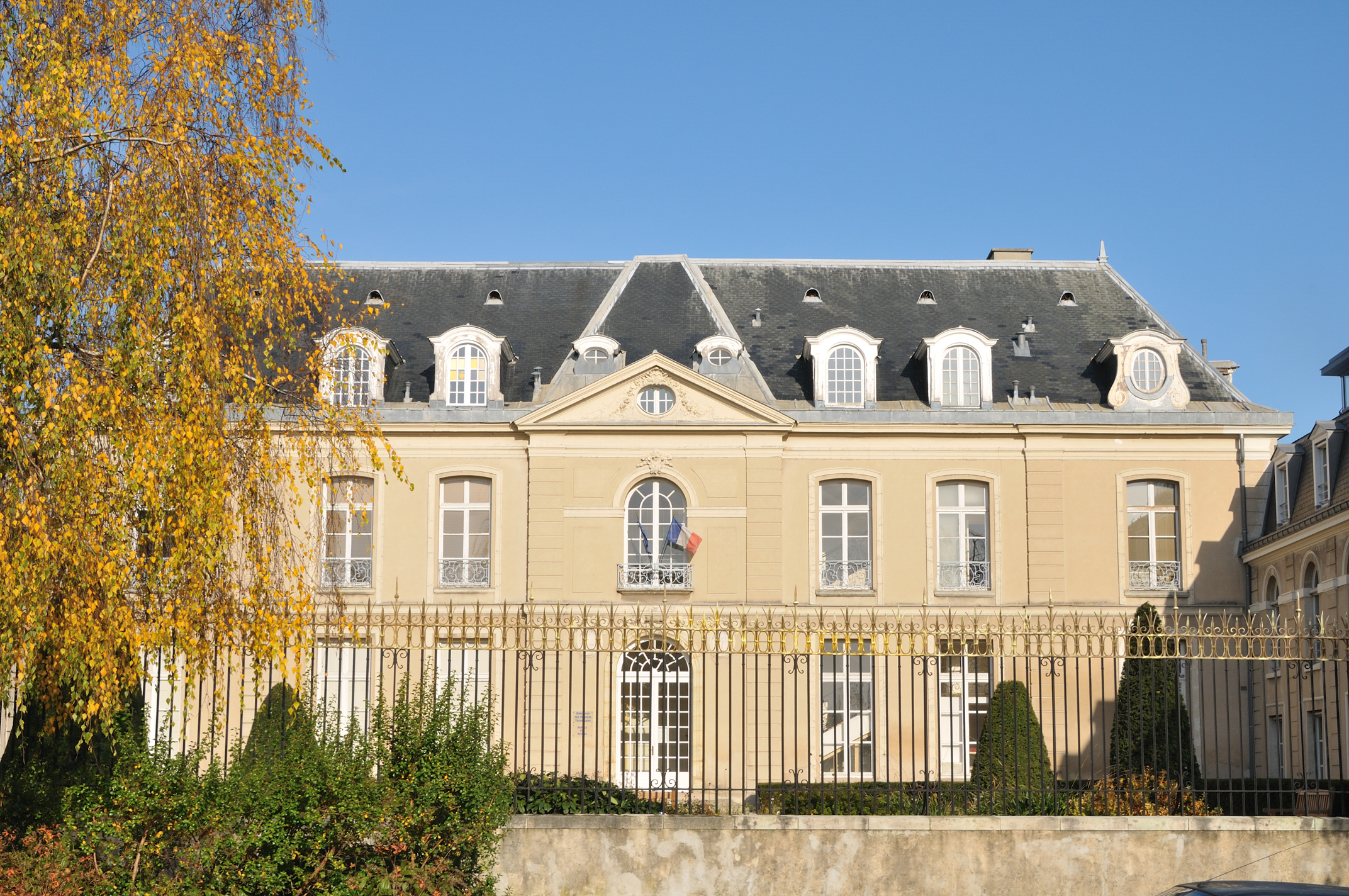
Colegiul Sainte-Barbe-des-Champs.

Acest castel a fost construit în prima jumătate a secolului al XVIII-lea, pe locul unei vechi case nobiliare dedicate sfintei Geneviève. În anii 1820-1840, a găzduit Institution Morin, care avea și o filială la Paris, pe strada Louis-le-Grand. Fondată de Prosper-Henri Morin, instituția a fost condusă de Guillaume Belèze.
Această clădire a fost achiziționată în 1851 de către colegiul Sainte-Barbe din Paris, care a reamenajat edificiul în 1852 sub conducerea arhitectului Henri Labrouste. Aripa orientată spre grădină și aripa vestică au fost construite între 1854 și 1862. Colegiul Sainte-Barbe a părăsit comuna în 1899, iar castelul a fost apoi cumpărat de seminarul Notre-Dame-des-Champs din Paris, care a reconstruit vechea capelă în 1862. După separarea Bisericii de Stat din 1905, clădirile au fost confiscate și atribuite comunei Fontenay-aux-Roses în 1907. În 1927, arhitectul Georges Boiret a amenajat locuințe, iar în 1937, o grădiniță a fost instalată la parter, urmată de o școală în aripa orientată spre grădină. Capela a fost demolată în 1974, iar în 1990, vechile clădiri din curte au fost, de asemenea, demolate. Din 2005, o mediatecă a fost amenajată în aripa de est, iar grădina este deschisă publicului.
Valery Larbaud a fost elev al colegiului Sainte-Barbe-des-Champs între 1891 și 1895. El s-a inspirat din această experiență pentru a crea colegiul Saint-Augustin, cadrul romanului său Fermina Márquez.

##### Alte monumente

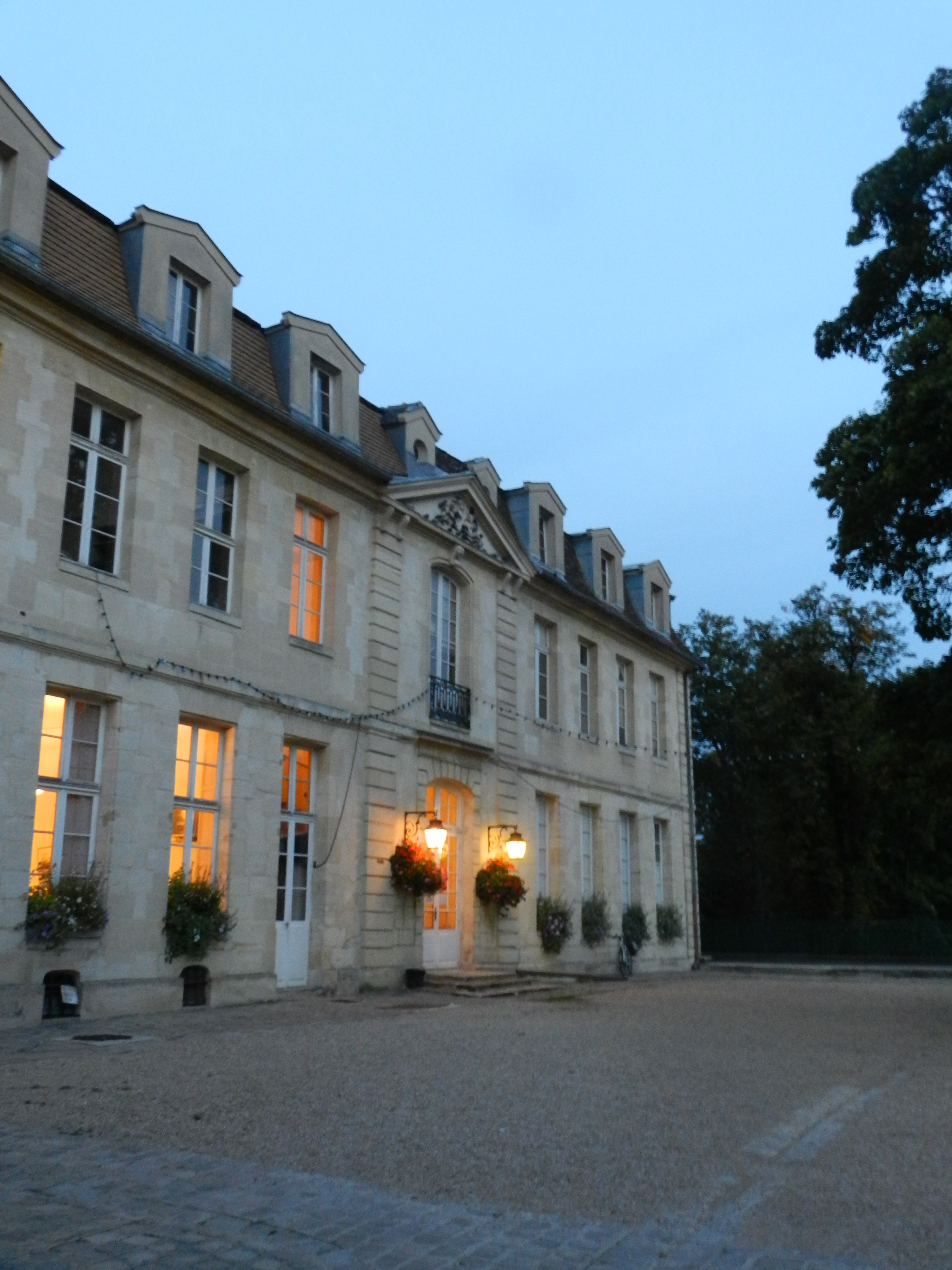
Castelul Laboissière.

- Castelul Laboissière, numit după unul dintre foștii săi proprietari din secolul al XIX-lea, Charles Pillault Laboissière, a fost construit la sfârșitul secolului al XVII-lea pentru Denis Thierry, editorul Fabulelor lui La Fontaine. Castelul a fost cumpărat în 1720 de Pierre Saintard, directorul Companiei Indiilor, și revândut în 1747, trecând prin mai multe mâini de-a lungul timpului. În 1955, a devenit proprietatea uzinelor Citroën. În prezent, castelul aparține comunei și, după lucrări de restaurare, găzduiește Conservatorul Intercomunitar de Muzică și Dans, cunoscut ca Maison de la musique et de la danse.
- Cimitirul din Fontenay-aux-Roses, deschis în 1850, adăpostește numeroase morminte de interes, printre care cele ale scriitorului rus Andreï Siniavski și ale actorului Bernard-Pierre Donnadieu.
- Centrul maternal Ledru-Rollin este o instituție dedicată sprijinirii mamelor aflate în dificultate și copiilor acestora.
- Casa lui Paul Léautaud, scriitor și critic literar francez.
- Casa domnului Donard, proiectată de arhitectul decorator Louis Süe (1875-1968), a fost construită în 1922.
- Statuia Le Printemps.
- Porticul casei Suard.
- Casa sculptorului René Letourneur, laureat al premiului de la Roma în 1926, este situată pe strada Gambetta. Aceasta a fost realizată între 1934 și 1957 de arhitectul André Leconte.
- Statuia Éléphant-Roses de Thierry Benenati, amplasată în Roseraie.

### Personalități
- Paul Scarron (1610-1660), scriitor, a trăit la Fontenay-aux-Roses.
- Madame de Maintenon (1635-1719) a locuit împreună cu soțul ei, Paul Scarron, într-o proprietate din comuna Fontenay-aux-Roses.
- Tereza Cabarrus (1773-1835), cunoscută sub numele de „Madame Tallien”. Reședința sa din Fontenay-aux-Roses a devenit ulterior École normale supérieure.
- Alexandre Ledru-Rollin (1807-1874), avocat, om politic, deputat și ministru francez, cunoscut pentru angajamentul său față de cauza republicană. El a murit la Fontenay-aux-Roses.
- Aristide Boucicaut (1810-1877), fondatorul Bon Marché, unul dintre primele mari magazine din Paris, a fost și un binefăcător al comunei Fontenay-aux-Roses, unde a locuit timp îndelungat.
- Joris-Karl Huysmans (1848-1907), scriitor francez cunoscut pentru operele sale simboliste și naturaliste, a trăit la Fontenay-aux-Roses.
- Pierre Bonnard (1867-1947), pictor francez, s-a născut la Fontenay-aux-Roses.
- Julien Benda (1867-1956), critic, filosof și scriitor, a murit la Fontenay-aux-Roses.
- Paul Langevin (1872-1946), fizician renumit pentru lucrările sale în fizica teoretică și aplicată, a locuit la Fontenay-aux-Roses împreună cu soția sa, Jeanne Desfosses, și cei patru copii ai lor.
- Paul Léautaud (1872-1956), scriitor, a trăit la Fontenay-aux-Roses.
- Fernand Léger (1881-1955), pictor, a locuit într-o casă situată pe strada Boris Vildé (fostul drum al Plessis-Piquet) la Fontenay-aux-Roses.
- Alexandra Exter (1882-1949), pictoriță, a murit la Fontenay-aux-Roses.
- Maurice Toussaint (1882-1974), născut la Fontenay-aux-Roses, a fost un ilustrator și specialist în uniformologie.
- Stéphane Hessel (1917-2013), diplomat și militant politic, a trăit la Fontenay-aux-Roses.
- Yves Klein (1928-1962), artist plastic, a trăit la Fontenay-aux-Roses. O placă comemorativă îi este dedicată la adresa 5, rue Gentil-Bernard, vizavi de capela Sainte-Rita, din 2012.
- Dieudonné M'bala M'bala (1966), umorist și actor, s-a născut la Fontenay-aux-Roses.
- Laurent Aïello (1969), născut la Fontenay-aux-Roses, pilot de automobile francez.
- Richard Marazano (1971), născut la Fontenay-aux-Roses, este un scenarist și desenator.
- Swann Arlaud (1981), născut la Fontenay-aux-Roses, actor francez care a câștigat un César în 2018 pentru rolul său din filmul Petit Paysan.
- Adrien Moerman (1988), născut la Fontenay-aux-Roses, jucător francez de baschet.
- Adama Soumaoro (1992), născut la Fontenay-aux-Roses, fotbalist profesionist care evoluează pe postul de fundaș central.

## Înfrățiri
- Germania – Wiesloch - din 1974
- Regatul Unit al Marii Britanii și al Irlandei de Nord – Borehamwood - din 1982
- Polonia – Ząbkowice Śląskie - din 2014